# Gucci Mane

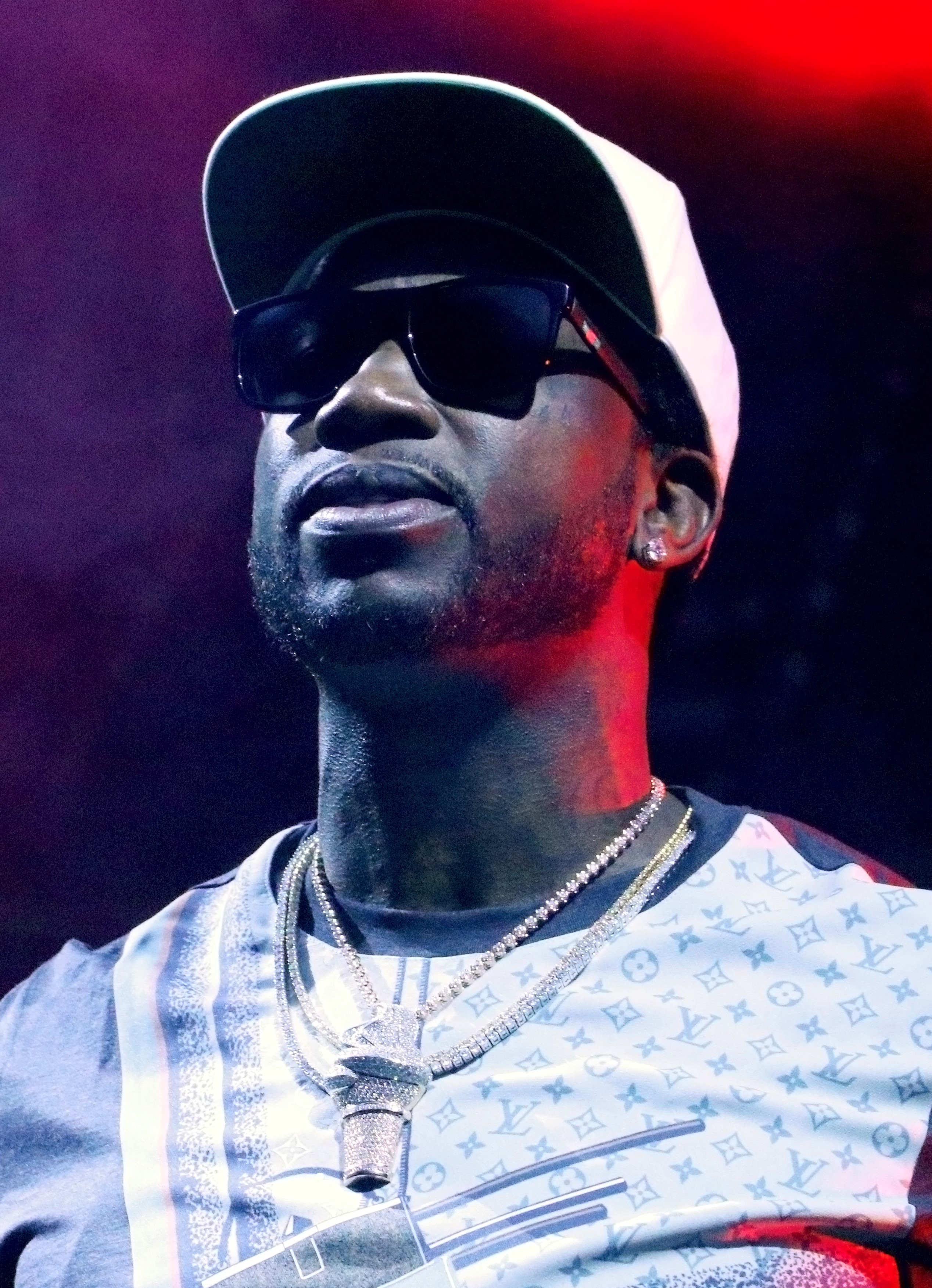
Gucci Mane (2017)

Radric Delantic Davis (ur. 12 lutego 1980 w Bessemer), lepiej znany jako Gucci Mane – amerykański raper. Zadebiutował w 2005 roku albumem pt. Trap House. Davis wydał w sumie 13 albumów, w których znalazły się dokonania solowe, wspólne projekty, kompilacje i inne płyty. Współpracował z takimi artystami jak: Yo Gotti, 50 Cent, Young Jeezy, Yung Lean, Waka Flocka Flame, Jamie Foxx, Yelawolf, Rick Ross, DJ Drama, E-40, Ludacris, Lil Wayne, Usher czy Soulja Boy Tell 'Em lub Chief Keef.
Swój debiut aktorski zaliczył w 2005 roku, kiedy to wystąpił w filmie akcji Confessions of a Thug. Jako aktor niezawodowy wystąpił w dokumencie Beef 4 (z 2007), w którym ukazane są losy bohaterów w trakcie trwania beefu. Dwa lata później wystąpił w serialu Check It Out! Video oraz na gali BET Hip-Hop Awards 2009, która była transmitowana w TV. W 2010 r. wystąpił gościnnie w dwóch programach telewizyjnych: 2010 VH1 Hip Hop Honors: The Dirty South – stacji VH1 i w epizodzie w The Mo'Nique Show.

## Życiorys
Davis urodził się w Birmingham w stanie Alabama. Wspólnie z matką przeniósł się do Atlanty. W dzieciństwie często pisał poezję, a muzyką rap zajął się w wieku 14 lat.
Swój pierwszy niezależny album pt. Trap House wydał w 2005 roku. Singlem promującym produkcję był utwór "Icy" z gościnnym udziałem Young Jeezy'iego. Piosenka stała się sukcesem, co przyczyniło się do znacznej popularności samego Radrica. Płyta zadebiutowała na 101. miejscu notowania Billboard 200. Kolejnym niezależnym albumem był Hard to Kill. Singlem, który promował kompozycję był "Freaky Gurl". Utwór stał się wielkim sukcesem, uplasował się na najwyższym miejscu list Billboard Hot 100, Hot R&B/Hip-Hop Songs i Hot Rap Tracks. W pierwszym tygodniu sprzedano 12.000 egzemplarzy. Do dzisiaj sprzedano około 200.000 nośników.
Rok 2007 dla Gucciego był szczególny. Oficjalny remiks utworu "Freaky Gurl" z gościnnym udziałem Lil’ Kim i Ludacris został wydany jako singel. 11 grudnia ukazał się pierwszy studyjny album wydany w komercyjnej wytwórni – Back to the Trap House. Gościnnie na albumie wystąpili między innymi The Game, Pimp C, Trey Songz. W tym roku także wydał kilka mixtape'ów. 23 września 2008 roku odbyła się premiera kompilacji pt. Hood Classics. W pierwszym tygodniu sprzedano 2.800 egzemplarzy, debiutując na 197. pozycji listy Billboard 200. W maju 2009 roku Davis podpisał kontrakt muzyczny z wytwórnią Warner Bros. Records. Również w tym roku wystąpił w remiksie do piosenek "Boom Boom Pow, grupy muzycznej The Black Eyed Peas, "Obsessed" – Mariah Carey i "5 Star Bitch" – Yo Gottiego. Gościnnie wystąpił także w "Break Up" Mario. 5 maja odbyła się premiera czwartego niezależnego albumu Murder Was the Case. 2 października został umieszczony na 6. miejscu MTV's Annual Hottest MC List (najbardziej pożądanych raperów według MTV). Kilka miesięcy później odbyła się premiera drugiego studyjnego albumu The State vs. Radric Davis. Produkcja była promowana kilkoma singlami "Wasted", "Spotlight" z gościnnym udziałem Ushera, "Lemonade" i "Bingo". Płyta zadebiutowała na 10. miejscu notowania Billboard 200, ze sprzedażą 90.000 egzemplarzy w pierwszym tygodniu. Płyta zebrała dobre recenzje. Do 6 czerwca 2010 r. sprzedano około 370.000 kopii.
Po wyjściu z więzienia zmienił wytwórnię z So Icey Entertainment i założył własną 1017 Brick Squad Records. Pierwszym albumem dla tej wytwórni był The Appeal: Georgia’s Most Wanted, który był jednocześnie trzecim studyjnym. Jedynym singlem promującym tę kompozycję był utwór "Gucci Time" z gościnnym udziałem Swizz Beatza, który również był współproducentem tej piosenki. Artystę wspomogli tacy muzycy jak: Bun B, Pharrell Williams, Nicki Minaj czy Wyclef Jean. Produkcja zadebiutowała na 4. pozycji listy Billboard 200, ze sprzedażą 61.450 egzemplarzy w pierwszym tygodniu. Do 24 października 2010 roku sprzedano ok. 100.000 nośników. 22 marca 2011 roku miała miejsce premiera piątego niezależnego albumu pt. The Return of Mr. Zone 6. Za produkcję prawie w całości odpowiadał Drumma Boy. Na kompozycji gościli m.in. Birdman, Wale oraz członkowie ekipy Gucciego, Bricksquad – Waka Flocka Flame, OJ Da Juiceman. Płyta uplasowała się na 18. miejscu notowania Billboard 200, ze sprzedażą 22.064 nośników w pierwszym tygodniu. Kilka miesięcy później, w sierpniu odbyła się premiera wspólnego albumu Mane’a i Waka Flocka Flame’a pt. Ferrari Boyz. Jedynym singlem był utwór "She Be Puttin' On". Raperów wspomogli Rocko, Tity Boi, muzycy wytwórni 1017 Brick Squad: Wooh da Kid i Frenchie, ale również Brick Squad Monopoly: Slim Dunkin (zmarły), Ice Burgundy, czy YG Hootie. Za produkcję odpowiadali Joshua "SouthSide" Luellen, Lex Luger, przy współpracy z Drumma Boy i Fatboi. W wywiadzie udzielonym dla strony internetowej www.hiphopdx.com, Waka Flocka oświadczył, że produkcja powstała w zaledwie dwa tygodnie. Płyta zebrała mieszane recenzje, co się przełożyło na sprzedaż. Wspólny projekt zadebiutował na 21. pozycji listy Billboard 200, ze sprzedażą 17.000 egzemplarzy w pierwszym tygodniu. Pod koniec 2011 r., w grudniu ukazał się kolejny wspólny album, ale z raperką V-Nasty, o tytule BAYTL. Produkcja ukazała się nakładem kilku wytwórni Warner Bros. Records, Asylum Records i 1017 Brick Squad Records. Za produkcję większości utworów odpowiadał Zaytoven. Jeden numer wyprodukował Tha Bizness. Do 1 stycznia 2012 r. sprzedano ok. 9.000 egzemplarzy, co okazało się marketingową porażką. Również krytycy ocenili płytę w większości negatywnie.
W maju 2012 roku ukazał się mixtape Trap God na którym zagościli m.in. Rick Ross, Meek Mill, Birdman i T-Pain. Mixtape został oceniony pozytywnie przez krytyków. Sukces Trap God zadecydował o wydaniu kolejnej odsłony cyklu. Mixtape Trap God 2 ukazał się na początku następnego roku i mimo małego nakładu znalazł się na liście Billboard 200. Gucci ograniczył wydawanie pełnoprawnych płyt i wydał szereg mixtape'ów. Na wiosnę 2013 roku ukazał się pełnoprawny album Trap House III który okazał się komercyjną klapą (sprzedaż albumu na tym samym poziomie co sprzedaż mixtape'ów) i został negatywnie oceniony przez krytyków. W grudniu ukazał się kolejny, jedenasty studyjny album Gucciego The State vs. Radric Davis II: The Caged Bird Sings. Album znalazł się na 31. miejscu zestawienia Top R&B/Hip-Hop Albums. Album uzyskał więc o wiele lepszą sprzedaż aniżeli Trap House III jednak sprzedaż nie była porównywalna z płytami które ukazały się przed 2012 rokiem. W tym samym roku popadł konflikt z członkami dotychczasowej ekipy Bricksquad w tym Waka Flocka Flame’em z którym pracował przy kilku wcześniejszych projektach. Wkrótce w wypowiedziach na jednym z portali społecznościowych zaatakował słownie kilku czołowych przedstawicieli amerykańskiej sceny hiphopowej a zarazem współpracowników m.in. Nicki Minaj, 2 Chainza i Tygę. Gucci Mane przeprosił za obraźliwe wpisy, usunął swój profil i oświadczył, że wpisy zostały umieszczone przez osobę która włamała się na profil a w kolejnych dniach wycofał się ze wcześniejszego oświadczenia informując poprzez media o swoim uzależnieniu od leków (prometazyna i kodeina) oraz narastających problemach zdrowotnych.
Od 2013 roku rozwój kariery został poważnie zablokowany przez częste problemy z prawem i regularne wizyty w więzieniu. W 2014 roku ukazało się kilka mixtape'ów rapera. Piosenki zostały nagrane w trakcie przepustek i zanim Gucci otrzymał kilkuletni wyrok więzienia. Kilka z niezależnych wydawnictw zostało wydanych wespół z innymi raperami – Young Thugiem, zespołem Migos i Peewee Longwayem. W lipcu tego samego roku ukazała się pełnoprawna płyta Trap House 4 na którym weterana rapu z Atlanty wsparli artyści młodego pokolenia m.in. Chief Keef i Fredo Santana. W kolejnych miesiącach ukazały się płyty The Oddfather,  Gucci vs. Guwop i East Atlanta Santa. W 2015 roku ukazały się Brick Factory 3 i 1017 Mafia: Incarcerated na której pojawił się szereg artystów dawnego Bricksquad w tym Waka Flocka Flame. Wszystkie z tych płyt okazały się komercyjną porażką Gucciego i odnotowały bardzo małą sprzedaż.
26 maja 2016 r. Gucci Mane został zwolniony z więzienia. Następnego dnia wydał pierwszy singel w ramach swojej nowej umowy z Atlantic Records, „First Day Out tha Feds”. 3 czerwca 2016 r. Gucci Mane pojawił się w „Champions”, pierwszym singlu z albumu Cruel Winter wytwórni GOOD Music. 17 czerwca 2016 r. Gucci Mane dał swój pierwszy występ na żywo od czasu zwolnienia z więzienia w klubie Elan Mansion w Atlancie a już 25 czerwca 2016 roku ogłosił swój dziewiąty album studyjny, „Everybody Looking”, który ukazał się 22 lipca 2016 roku. Dzień później raper był główną gwiazdą koncertu „Gucci & Friends” w Fox Theatre w Atlancie; raz z nim wystąpili też; Fetty Wap, 2 Chainz, Future i Drake.
Po wyjściu z więzienia Gucci stał się przedmiotem internetowej teorii spiskowej, która twierdziła, że jest klonem „prawdziwego” Gucciego Mane'a, internauci powoływali się na nową, szczupłą sylwetkę rapera, niewielką zmianę w jego głosie i przejście na zdrowszy tryb życia jako rzekomy dowód tego że raper został „podmieniony”. Gucci Mane zaprzeczył, jakoby był klonem i w poście na Instagramie naśmiewał się z tej teorii.
We wrześniu 2016 r. Gucci Mane współpracował z Rae Sremmurd nad singlem „Black Beatles”, który w listopadzie 2016 r. osiągnął pierwsze miejsce na liście Billboard Hot 100. Piosenka została opisana przez Billboard jako „nieoczekiwany komercyjny sukces Gucciego”, piosenka znajdowała się na szczycie listy przez 7 nie następujących po sobie tygodni między listopadem 2016 r. a styczniem 2017 r.
Gucci wydał projekt Woptober 14 października 2016 r. W tym samym czasie wydał poboczny projekt o nazwie Free Bricks 2 wraz z raperem Future. 23 listopada 2016 r. Gucci Mane i Lil Uzi Vert wydali wspólną EP-kę zawierającą 7 utworów zatytułowaną „1017 vs. The World”.
Jego kolejny album studyjny „The Return of East Atlanta Santa” został wydany 16 grudnia 2016 roku. 26 maja 2017 roku Gucci Mane wydał Droptopwop, mixtape powstały we współpracy z uznanym producentem Metro Boomin. Płyta składająca się z 10 utworów zawiera gościnne występy Ricka Rossa, Offseta z Migos, Young Dolpha i 2 Chainz.
W sierpniu 2017 r. Gucci Mane ogłosił swój jedenasty album studyjny, Mr. Davis. Album ukazał się 13 października 2017 roku. Zawierał utwór „I Get the Bag” z udziałem Migos, który zajął 11. miejsce na liście Billboard Hot 100, który jest jego jednym z najbardziej udanych jak dotąd singli.
Zaledwie dwa miesiące później Gucci Mane wydał swój dwunasty album studyjny El Gato: The Human Glacier, wyprodukowany w całości przez Southside. Tydzień po premierze, Gucci Mane zapowiedział wydanie 7 grudnia 2018 roku swojego trzynastego albumu, Evil Genius. Album promował hitowy przebój nagrany wraz z Bruno Marsem i Kodakiem Blackiem; „Wake Up in the Sky”. Utwór uplasował się na 11. miejscu listy Hot 100 a w Polsce był nagrodzony złotą płytą. 
W 2019 roku Gucci wydał dwa albumy studyjne; Delusions of Grandeur i Woptober ll. W tym samym roku Davis rozpoczął współpracę z włoskim domem mody Gucci. Marka nie chciała się wcześniej wiązać z raperem ze względu na jego problemy prawne i wizerunek. Jednak po kilku latach rozwoju osobistego i poprawy stylu życia, Gucci ogłosił, że będzie twarzą ich kampanii Gucci Cruise 2020.
3 lipca 2020 roku Gucci Mane wydał składankę So Icy Summer zawierającą 24 utwory.
16 października 2020 roku, Gucci Mane wydał kolejną kompilację ze swoją wytwórnią 1017 Records, zatytułowaną So Icy Gang Vol. 1. Jako wykonawców krążka oznaczono Gucci Mane & The New 1017, co wskazuje, że na płycie występują tylko nowi członkowie wytwórni rapera. W 2021 roku wydał swój piętnasty album studyjny Ice Daddy.
15 listopada 2022 roku raper wydał utwór „Letter to Takeoff” wraz z teledyskiem, dedykowany był zmarłemu raperowi Takeoffowi. 17 października 2023 r. Gucci wydał kolejny album Breath Of Fresh Air.

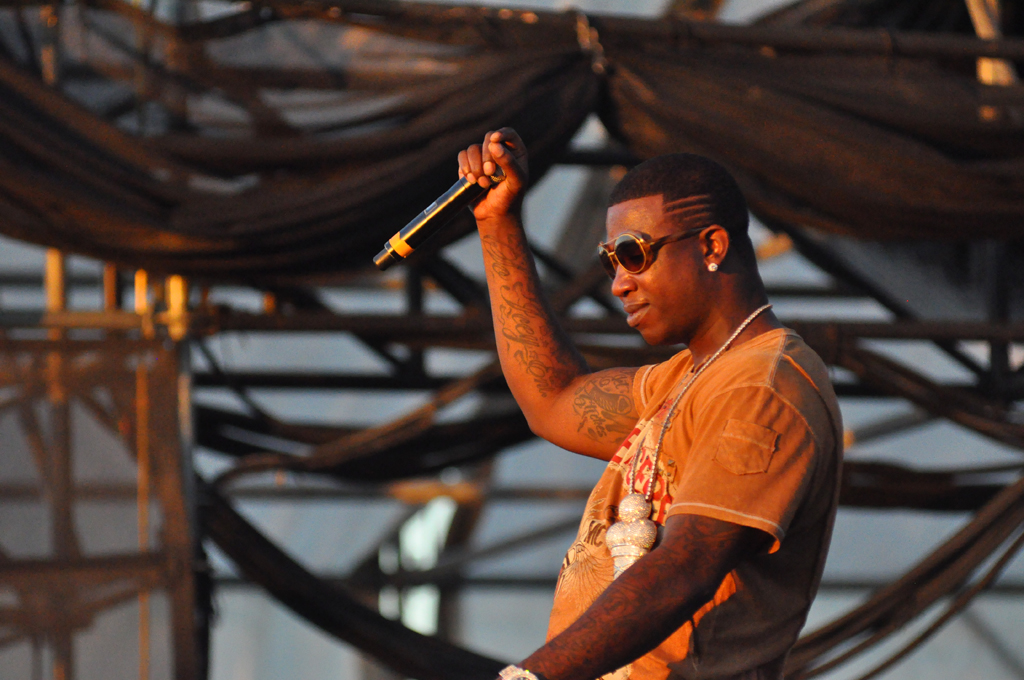
Gucci Mane (2010)

## Problemy z prawem
W 2001 roku został skazany za posiadanie kokainy na 90 dni więzienia.
10 maja 2005 r. Davis został zaatakowany przez grupę mężczyzn pod domem w Decatur w stanie Georgia. W samoobronie jeden z towarzyszy rapera oddał strzały w kierunku grupy. Jeden mężczyzna zginął. Jego zwłoki znaleziono nieopodal szkoły średniej. 9 dni później, Mane zgłosił się na policję. Tam został zatrzymany do wyjaśnienia sprawy. W międzyczasie postawiono mu zarzut zabójstwa. Radric twierdził, że wspólnie z jego towarzyszami działał w samoobronie. Prokurator okręgowy Hrabstwa DeKalb, w styczniu 2006 r., z powodu braku dowodów odstąpił od wytoczenia procesu raperowi. Co więcej, naoczny świadek potwierdził wersję Davisa.

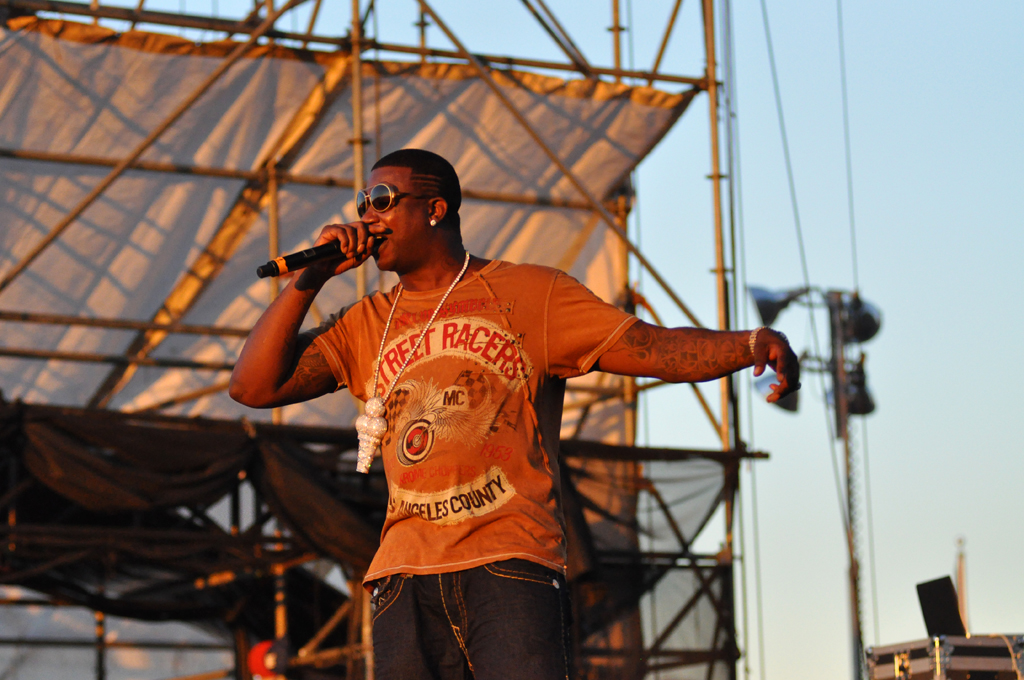
Gucci Mane podczas koncertu w Williamsburg; 29 sierpnia 2010 r.

W październiku 2005 r. postawiono mu zarzuty napaści na promotora klubu. Do zdarzenia miało dojść w czerwcu. Gucci Mane nie przyznał się do winy. Pomimo tego, raper został osadzony w zakładzie karnym w Atlancie, pierwotnie na okres sześciu miesięcy, jednak został zwolniony w styczniu 2006 r.
We wrześniu 2008 r. został aresztowany za naruszenie nakazu sądowego, jakim były prace społecznościowe. Odbył wówczas 25 z 600 godzin. Został skazany na rok więzienia, jednak zakład karny opuścił po sześciu miesiącach.
2 listopada 2010 r. został aresztowany za jazdę po nieprawidłowej stronie drogi, zignorowanie znaku stop, zniszczenie mienia publicznego, braku dokumentów samochodu.
4 stycznia 2011 roku został osadzony w szpitalu psychiatrycznym decyzją Sądu Najwyższego. Argumentem takiej decyzji miało być nie wstawiennictwo u prokuratora, z powodów zdrowotnych.
13 września 2011 r. Davis został skazany na okres sześciu miesięcy za dwa zarzuty lekkomyślnego i niekontrolowanego postępowania. Sąd nakazał także zapłatę 3.000 dolarów grzywny.
W 2014 roku został dwukrotnie skazany. Pierwszy wyrok 39 miesięcy więzienia dotyczył nielegalnego posiadania broni, a drugi trzech lat przyznany został za rozbicie butelki na głowie fana, który poprosił go o pamiątkową fotografię. Prawnicy rapera starali się obronić liczne incydenty z jego udziałem (w tym notoryczne naruszanie przepisów drogowych) uzasadniając to walką z uzależnieniem od leków. Został zwolniony z zakładu karnego 26 maja 2016 roku.

## Dyskografia
Dyskografia Gucciego Mane’a:
| - Back to the Trap House (2007) - The State vs. Radric Davis (2009) - The Appeal: Georgia’s Most Wanted (2010) - Trap House III (2013) - Everybody Looking (2016) - The Return of East Atlanta Santa (2016) - Mr. Davis (2017) - El Gato: The Human Glacier (2017) - Evil Genius (2018) - Delusions of Grandeur (2019) - Woptober II (2019) - Ice Daddy (2021) - Breath of Fresh Air (2023) - Trap House (2005) - Hard to Kill (2006) - Trap-A-Thon (2007) - Murder Was the Case (2009) - The Return of Mr. Zone 6 (2011) |  | - Hood Classics (2008) - Wasted: The Prequel (2009) - La Flare (2010) - Ferrari Boyz (z Waka Flocka Flame) (2011) - BAYTL (z V-Nasty) (2011) - So Icy Boyz (z 1017) (2021) - Choppers & Bricks (z B.G.) (2023) |